# Japonia hispida
Japonia hispida là một loài ốc có nắp, là động vật chân bụng sống trên cạn thuộc họ Cyclophoridae. Đây là loài đặc hữu của Nhật Bản.